# Conrad Smith
Conrad Gerard Smith (nacido el 12 de octubre de 1981 en Hawera, Nueva Zelanda) es un ex jugador de rugby neozelandés. Jugaba en la posición de centro. Jugó para la selección nacional, con la que ganó la Copa Mundial de 2011 y 2015.

## Carrera nacional
Smith juega para el equipo francés Pau (Section Paloise Béarn Pyrénées), club al que se mudó luego de conquistar la Copa del Mundo en Inglaterra 2015. De esta forma finalizó su carrera en la selección neozelandesa. Antes del Mundial, representó a los Hurricanes en el Super Rugby (franquicia con la que alcanzó la final en la edición 2014) y también a Wellington en la ITM Cup. Hizo su debut con Wellington en 2003, y firmó con los Hurricanes en 2004. La carrera de Smith es este último equipo ha estado plagada de lesiones, en 2006, 2007 y 2011, hizo sólo 66 apariciones en las primeras ocho temporadas con este equipo.

## Carrera internacional
Hizo su debut con los All Blacks a los 22 años de edad, contra Italia en 2004, después de un meteórico ascenso que lo vio debutar profesionalmente sólo un año antes. En 2007, Smith se enfrentó a varios contratiempos en su mayor parte por lesiones. Sin embargo, al final consiguió regresar al equipo titular, y para el año 2008, era la primera elección en la posición de centro de los All Blacks.
Smith fue parte del equipo que ganó la Copa Mundial de Rugby de 2011 en la final contra Francia en Eden Park (Auckland) el 23 de octubre de 2011.
Contra Argentina el 28 de septiembre de 2013, Smith y el centro interior, Ma'a Nonu, lograron un récord de cincuenta partidos internacionales juntos.[cita requerida]
Smith hizo un parón de seis meses durante el tour de fin de año 2013, de manera que no viajó con el equipo neozelandés a Japón y Europa.
En 2015 fue seleccionado para formar parte de la selección neozelandesa que participó en la Copa Mundial de Rugby de 2015.
Formó parte del equipo que ganó la final ante la Australia por 34-17, entrando en la historia del rugby al ser la primera selección que gana el título de campeón en dos ediciones consecutivas.

## Personal
Smith se casó con Leanne Snowdon en octubre de 2013. Se perdió un test match en Sídney por el nacimiento de su primer hijo, en agosto de 2014.

### Palmarés y distinciones notables
- Rugby Championship: 2005, 2006, 2007, 2008, 2010, 2012, 2013 y 2014
- Copa del Mundo de Rugby de 2011 y 2015